# Khia
Khia Shamone Chambers (Filadelfia, Pensilvania; 3 de noviembre de 1977) conocida simplemente como Khia, es una rapera estadounidense.

## Carrera musical

### Thug Misses
En abril de 2002 salió su álbum debut Thug Misses. El álbum alcanzó el puesto número 33 en la lista de los Estados Unidos. El primer sencillo fue My neck My Back (Lick It). Convirtiéndose en el mayor éxito de Khia, alcanzando el puesto número 42 en la lista de los EE. UU. y 4 en el Reino Unido. Siendo también la primera canción de artista en aparecer en una lista fuera de Estados Unidos. El siguiente sencillo fue You My Girl, que se encuentra entre los éxitos de Khia. El éxito del álbum hizo que Khia usara el título Thug Misses. El tercer y último sencillo fue The K-Wang.

### Gangstress
El 11 de julio de 2006 salió a la venta su segundo álbum bajo el nombre de Gangstress. Por aquel entonces Khia ya había aparecido en el éxito de Janet Jackson So Excited. El primer sencillo fue Snatch the Cat Back. El siguiente sencillo fue For the Love Of Money.

### Nasti Muzik
Su tercer álbum de estudio salió a la venta el 22 de julio de 2008. En el álbum colaboraron artistas como Gucci Mane, o Maceo. El primer sencillo fue What They Do con Gucci Mane. El siguiente sencillo fue Be Your Lady con Lil' Wayne, aunque sin mucha repercusión. El álbum acabó llegando a la posición número 66 de lista r'n'b de Estados Unidos.

### Motor Mouf aka Khia Shamone
El primer sencillo es Been A Bad Girl. Khia se adjudicó el título de «Queen of the south».

## Discografía

### Álbumes
| Año  | Título                                          | Posición rowspan="3"\|Ventas/Certificaciones | Posición rowspan="3"\|Ventas/Certificaciones | Posición rowspan="3"\|Ventas/Certificaciones |                                             |
| Año  | Título                                          | U.S.                                         | U.S. R&B                                     | U.S. Rap                                     |                                             |
| ---- | ----------------------------------------------- | -------------------------------------------- | -------------------------------------------- | -------------------------------------------- | ------------------------------------------- |
| 2002 | Thug Misses - Artemis Records                   | 33                                           | 13                                           | 1                                            | - U.S. Ventas: 900.000 - Certificación: Oro |
| 2006 | Gangstress - Thug Misses ENT                    | -                                            | 67                                           | 5                                            | - U.S. Ventas: 400.000 - Certificación: -   |
| 2005 | Nasti Muzik - Big Cat Records / Thug Misses ENT | -                                            | 66                                           | -                                            | - U.S. Ventas: 200.000                      |
| 2010 | Motor Mouf aka Khia Shamone - Thug Misses ENT   | TBR                                          | TBR                                          | TBR                                          | - U.S. Ventas: TBR                          |

### Mixtapes
- All Hail the Queen (2006)
- The Boss Lady(2008)
- Street Respect (2009)

## Singles
| Año  | Título                                 | Posición | Posición | Posición | Posición | Álbum                       |
| Año  | Título                                 | U.S.     | U.S. R&B | U.S. Rap | UK       | Álbum                       |
| ---- | -------------------------------------- | -------- | -------- | -------- | -------- | --------------------------- |
| 2002 | "My neck My Back (Lick it)"            | 42       | 20       | 12       | 4        | Thug Misses                 |
| 2002 | You My Girl                            | -        | -        | 76       | -        | Thug Misses                 |
| 2002 | The K-Wang                             | -        | -        | -        | -        | Thug Misses                 |
| 2006 | Snatch the Cat Back"                   | -        | 90       | -        | -        | GangstReferenciasress       |
| 2006 | "So Excited" (featuring Janet Jackson) | 90       | 18       | -        | -        | GangstReferenciasress       |
| 2003 | For The Love Of Money                  | 83       | 50       | 24       | -        | GangstReferenciasress       |
| 2008 | "What They Do" (featuring Gucci Mane)  | -        | -        | -        | -        | "Nasti Muzik"               |
| 2008 | "Be Your Lady"                         | -        | -        | -        | -        | "Nasti Muzik"               |
| 2010 | "Been A Bad Girl"                      | -        | 93       | -        | -        | Motor Mouf aha Khia Shamone |
| 2010 | "So Addicted"                          | TBR      | TBR      | TBR      | TBR      | Motor Mouf aha Khia Shamone |

### Colaboraciones
| Año  | Canción | U.S. | U.S. R&B | U.S. Rap | UK  | Álbum         |
| ---- | --- | ---- | -------- | -------- | --- | ------------- |
| 2013 | - "We Can't Stop." (Miley Cyrus featuring Khia) - ''Roar'' (Katy Perry featuring T.I., Wiz Khalifa & Khia) | - -  | - -      | - -      | — — | Bangerz Prism |

Referencias
1. ↑  Jeffries, David. «Khia: Biography». allmusic. Consultado el 22 de enero de 2010.
2. ↑  «Copia archivada». Archivado desde el original el 20 de agosto de 2010. Consultado el 17 de octubre de 2011. Certificaciones de álbumes